# BattlEye
BattlEye est un logiciel anti-triche propriétaire conçu pour détecter les joueurs qui piratent, trichent ou utilisent abusivement des bugs dans un jeu en ligne. Ce logiciel a été initialement publié en tant qu'anti-triche tiers pour Battlefield Vietnam en 2004. Aujourd'hui implémenté dans plusieurs jeux comme Tom Clancy's Rainbow Six Siege, PUBG ou encore DayZ.
BattlEye est utilisable sur Windows, MacOS et Linux (Steam Deck de Valve compris).

## Fonctionnement
BattlEye fonctionne constamment en arrière-plan et possède sa propre infrastructure connectée aux serveurs du jeu, Il interagit avec le jeu au niveau de son système d'exploitation. BattlEye peut scanner l'ordinateur des joueurs et détecter les logiciels en arrière-plan pour les analyser et comprendre s'ils sont utilisés pour tricher et procédera à un ban automatique. Le logiciel BattlEye ne fonctionne que sur certains jeux.

## Jeux utilisant BattlEye
- ARMA 2 (2009)
- PlanetSide 2 (2012)
- ARMA 3 (2013)
- Rainbow Six Siege (2015) [3],[4]
- Heroes & Generals (2016)
- Escape from Tarkov (2017) [5]
- Ark: Survival Evolved (2017)
- Unturned (2017)
- Destiny 2 (2017)
- PUBG : Battlegrounds (2017)  [6]
- Fortnite Battle Royale (2017, en alternance avec Easy Anti-Cheat depuis 2018)
- Ghost Recon : Wildlands (2017)
- Atlas (2018)
- Z1 Battle Royale (2018)
- Day Z (2018)
- PlanetSide Arena (2019)
- Ghost Recon : Breakpoint(2019)
- Watch Dogs: Legion (2020)
- Arma Reforger (2022)
- The Cycle: Frontier (2022)
- Mount & Blade II: Bannerlord (2022)
- Tom Clancy's Rainbow Six : Extraction (2022) [3]
- Grand Theft Auto Online : (Septembre 2024)[7]
- War Thunder : (décembre 2024)
- Albion : (juillet 2023)